# Guillaume Plançon
Pour les articles homonymes, voir Plançon.
Guillaume Plançon, né à Javron dans le premier quart du XVIe siècle, mort au Mans en 1611, est un médecin, helléniste français.
L'habitude qu'il prit de latiniser son nom Plantius l'a fait nommer La Planque, Plancy, Planche, de la Plançonnière.

## Biographie
Théologie
Clerc, maitre ès arts de l'université de Paris, étudiant en théologie dès 1541, déjà pourvu de la cure de Lignières-la-Carelle, il postulait d'autres bénéfices des abbayes de Saint-Martin-de-Tours, de Saint-Vincent-du-Mans, et des évêchés de Chartres et du Mans.
Médecine
Vers le même temps, il étudiait la médecine, les mathématiques et la théologie sous La Forest et Jean Fernel. Ce dernier le traita en ami, le prit pour commensal et Plançon aurait épousé une nièce de son maître. Il fournit les œuvres de cet illustre médecin, publiées en 1602, Lyon, Veyrat, in-8°. Il est l'auteur des notes de cette édition et de la vie de Fernel qui précède les traités.
Plançon fut aussi lié avec Charles Fontaine, qui lui consacre quelques vers dans ses Ruisseaux de Fontaine (p. 195).
Guillaume Plançon était étudiant en 1552 et 1553, comme il apparait des comptes du doyen de la Faculté, où il a consigné alors quelques droits. Le 21 février 1551, il soutient sa thèse cardinale. Il obtient le 2e lieu (2e rang) à la licence, après Denis Millet, en 1554. Le 18 septembre 1554, il soutient l'acte de vespérie. Le 25 septembre 1554, il est reçu docteur sous le 2e décanat de Hiéraulme.
Plançon exerçait en 1554 la médecine à Paris. Il vint finir ses jours au Mans. Le cardinal de Rambouillet le pourvut d'une prébende en l'église cathédrale du Mans, dans laquelle il fut inhumé en 1611.
Publications
Guillaume Plançon publia en 1540 une édition des Lettres grecques de Budé, avec une préface en grec ; en 1548 Commentarii linguae Graecae du même auteur.
Il traduisit les commentaires de Galien sur les Aphorismes d'Hippocrate, Galeni in Aphorismos Hippocratis commentarii septem, recens per Guillelmum Plantium Cenomanum latinitate donati ; index copiosissimus adjectus est (Lyon, 1551, in-8°), souvent réédités.
Il édita aussi les œuvres de Fernel : J. Fernelii universa medicina XXIII libris absoluta, ab ipso quidem auctore ante obitum recognita, postea autem studio Guillelmi Plantii, Cenomani, postremum elimata et in librum therapeutices cum doctissimis scholiis illustrata (1578, in-folio).
Voir aussi : Joanni Fernelli vita », dans Universa medicina, Utrecht, Gisbert à Zijll, 1656
Pierre-Jean Le Corvaisier (p. 856) lui attribue aussi la traduction des œuvres de Philon, des homélies de Synésius et de plusieurs traités de saint Jean Chrysostome. L'abbé Angot suppose que tout cela est resté manuscrit, sauf pourtant : Joannis Chrystostomi homilia quod neminem viventem aut etiam vita functum anathemate dirisve imprecationibus insectari oportaet, cum versione latina Guillelmi Plancit (Paris, 1547, in-8°).
On trouve un mémoire de Guillaume Plançon, inséré dans les œuvres de Jacques Dubois, édition de Genève, 1635, in-folio, page 881. La question qui est l'objet de ce mémoire, fut posée aux plus doctes médecins, en l'année 1554 (Dispntatio de partu cujusdam infantilise Agennensis: — i an sit septimestris an novem mensium ? ).

## Homonymie
Un chanoine du même nom fut pourvu par Charles d'Angennes (mort en 1587) d'un canonicat dans sa cathédrale du Mans, et fut désigné en 1588 par Claude d'Angennes comme député du clergé aux États de Blois et qui mort en 1611, fut inhumé dans la cathédrale du Mans. Ansart suppose deux personnages du même nom, se fondant plus encore sur la longévité qu'il faudrait lui supposer que sur les incompatibilités apparentes d'une existence aussi complexe. L'abbé Angot indique que le clerc de 1541, sécularisé et marié plus tard, et le chanoine mort en 1611 sont distincts. Il ajoute qu'il y a même un troisième homonyme, fils du médecin, qui est un prêtre mentionné en 1638.

## Source
- « Guillaume Plançon », dans Alphonse-Victor Angot et Ferdinand Gaugain, Dictionnaire historique, topographique et biographique de la Mayenne, Laval, A. Goupil, 1900-1910 [détail des éditions] (BNF 34106789, présentation en ligne)
- Barthélemy Hauréau, Histoire littéraire du Maine, volume 1